# Christopher Hornsrud

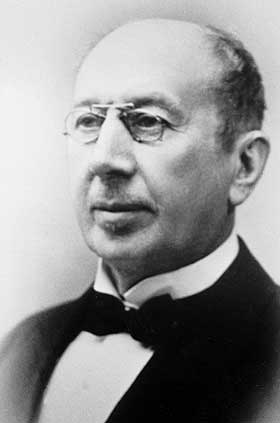
Christopher Andersen Hornsrud

Christopher Andersen Hornsrud (* 15. November 1859 in Øvre Eiker; † 12. Dezember 1960 in Oslo) war ein norwegischer Politiker der sozialdemokratischen Arbeiterpartei (Arbeiderpartiet). Er war von 1903 bis 1906 deren Vorsitzender und 1928 Ministerpräsident Norwegens.

## Leben
Hornsrud war Waldarbeiter und Bauern. Ab 1892 bewirtschaftete er einen Bauernhof in Modum. Er war bereits ab den 1880er-Jahren politisch aktiv, zunächst jedoch in der liberalen Partei Venstre. Später wurde er Vorsitzender der Arbeitervereinigung von Buskerud. Diese Vereinigung trat später der Arbeiderpartiet bei.
Von 1902 bis 1909 war er Stadtrat in Oslo. Im Jahr 1903 wurde er zum Vorsitzenden der Arbeiterpartei gewählt, er ließ sich im Jahr 1906 allerdings nicht wiederwählen und blieb bis 1927 den Parteiversammlungen fern. Seine Wahl war damals kontrovers, da er im Gegensatz zu seinen Konkurrenten für eine stärkere Zusammenarbeit mit der Venstre war.
1912 wurde er erstmals in das norwegische Parlament Storting gewählt, wo er bis 1936 Buskerud vertrat. 1921 wurde er Fraktionsvorsitzender der Arbeiterpartei. In der Zeit zwischen 1928 und 1933 war er außerdem Vizepräsident des Parlaments. Er beschäftigte sich viel im Bereich der Politik rund um Landwirtschaft und Wirtschaft. Er setzte sich zudem dafür ein, dass seine Partei Regierungsverantwortung übernehmen solle.
Nach den Wahlen 1927 schuf er die erste Regierung mit Beteiligung der Arbeiderpartiet und er wurde am 28. Januar 1928 Ministerpräsident (Kabinett Hornsrud). Zugleich wurde er Finanzminister. Die Regierung bestand nur drei Wochen bis zum 15. Februar 1928.
Er war auch nach dem Zweiten Weltkrieg politisch tätig. So kritisierte Hornsrud die Bildung von Allianzen, da er beiden Großmächten im Kalten Krieg skeptisch gegenüber stand. Noch zu seinem 100. Geburtstag gab er im Jahr 1959 ein Interview in der von ihm mitgegründeten Zeitung Orientering, in dem er sagte, dass zwar der Wohlfahrtsstaat ausgebaut worden sei, dieser jedoch nicht sozialistisch sei.